# Потор
Потор (слч. Pôtor) насељено је мјесто са административним статусом сеоске општине (слч. obec) у округу Вељки Кртиш, у Банскобистричком крају, Словачка Република.

## Становништво
| Година:    | 1994. | 2004.   | 2014.   | 2024.   |
| ---------- | ----- | ------- | ------- | ------- |
| Број људи: | 778   | 834     | 821     | 747     |
| Разлика:   |       | +7,19 % | -1,55 % | -9,01 % |

| Година:    | 2023. | 2024.   |
| ---------- | ----- | ------- |
| Број људи: | 752   | 747     |
| Разлика:   |       | -0,66 % |

Према подацима о броју становника из 2011. године насеље је имало 842 становника.